# Battaglia delle Gonaïves
La battaglia delle Gonaïves fu un episodio della rivoluzione haitiana.

## La battaglia
Dopo la dichiarazione di abolizione della schiavitù da parte della Repubblica Francese il 4 febbraio 1794, Toussaint Louverture si lasciò convincere ad abbandonare l'esercito spagnolo per riunirsi alle armate repubblicane francesi. Secondo il generale Lavaux, Toussaint cessò di combattere i repubblicani il 6 aprile e si ri-alleò con la Repubblica il 6 maggio successivo.
Toussaint chiese alla guarnigione spagnola di Saint-Raphaël di concedergli di ottenere tutte le sue armi e le sue munizioni ed a cosa fatta, qualche ora più tardi, si incontrò coi suoi antichi alleati, marciando su Saint-Raphaël per conquistarla. Egli attaccò poi la città di Gonaïves che era ancora più difesa.
Secondo la testimonianza di un certo Pélage-Marie Duboys, gli spagnoli capitolarono con tutti gli onori di guerra e poi poterono ritirarsi.
Le perdite sono rimaste ad oggi sconosciute in questo scontro, ma si sa che 500 abitanti della città morirono nel corso degli eventi, tra cui 150 persone di colore.
Il ritorno di Toussaint fece perdere agli spagnoli pressoché tutte le conquiste conseguite a Saint-Domingue.